# Wewelsburg (Ortschaft)

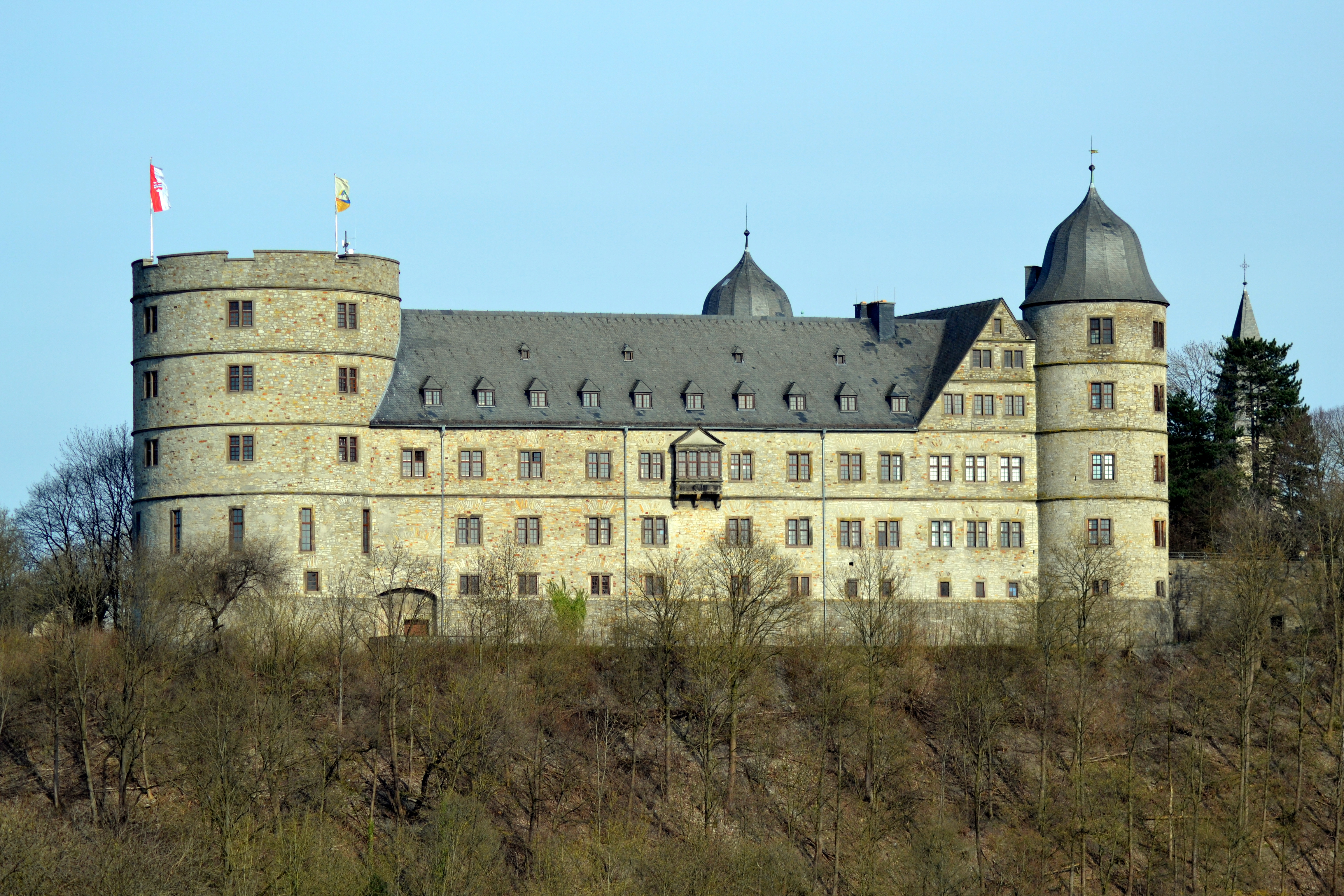
Die Wewelsburg, Wahrzeichen der Ortschaft

Die Ortschaft Wewelsburg, die sich in nördlicher, östlicher und südlicher Richtung um die gleichnamige Burg oberhalb der Alme erstreckt, ist seit der kommunalen Gebietsreform des Jahres 1975 Teil der Stadt Büren (Westfalen) im Kreis Paderborn im Land Nordrhein-Westfalen. Die Wewelsburg beherbergt eine Jugendherberge und ist Sitz des Heimatmuseums des Kreises Paderborn. Im Ort befindet sich auch das ehemalige KZ Niederhagen.

## Geowissenschaftliche Grundlagen

### Geografische Lage

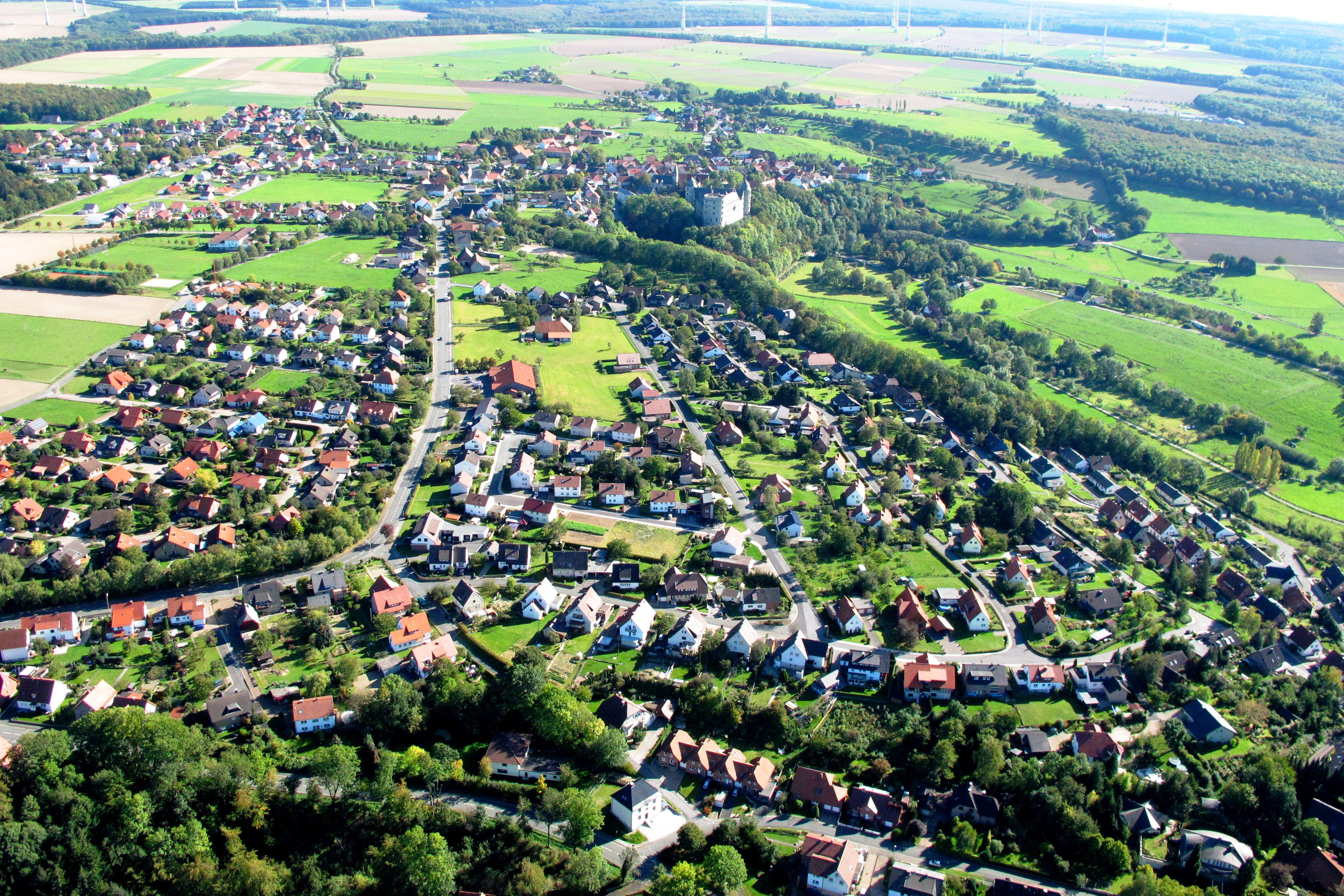
Luftaufnahme vom 30. September 2011 aus Richtung Norden

Das Dorf Wewelsburg liegt am Westrand der Paderborner Hochfläche, auf der Brenkener Bergplatte, oberhalb des tief eingeschnittenen Almetales, das die Grenze zum Hellwegraum darstellt. Die Gemarkung Wewelsburg umfasst Höhenbereiche von 163 m ü. NN im Almetal bis 340 m ü. NN an der L 754.

### Geologie
Die Brenkener Bergplatte, auf der sich Wewelsburg befindet, ist geologisch kein Teil der eigentlichen Paderborner Hochfläche. Diese Bergplatte besteht aus kreidezeitlichem Kalkfelsen. Bei Bohrungen im Almetal in den 1930er Jahren wurde erst in 63 m Tiefe Grundwasser gefunden. Bis auf eine Höhe von 190 m ü. NN findet sich im Mutterboden eiszeitliches Material. Der Boden ist hier sandig-lehmig. Der nur etwa 30 cm bis 1 m tiefe Mutterboden ist häufig mit Kalksteinen durchsetzt.

### Vegetation
Insbesondere die höheren Lagen im südlichen Bereich der Gemarkung Wewelsburg sind bewaldet. Natürliche Wuchsform ist hier ein Buchenmischwald, dem auch die heutigen bewirtschafteten Wälder weitgehend zu entsprechen versuchen. Weite Teile der Gemarkung werden landwirtschaftlich genutzt, wobei die Feldfrüchte in den höheren Lagen über 250 m bis zu zwei Wochen später reifen als in den niedrigeren Lagen z. B. im Almetal.

### Wetter und Klima
In Wewelsburg herrscht ein als veränderlich bezeichnetes Klima, welches von West- und Südwestwinden dominiert wird. Im langjährigen Mittel von 1961 bis 1990 ist für Wewelsburg eine jährliche Niederschlagsmenge von 864,8 mm/a angegeben. Wewelsburg liegt dabei in einem Übergangsraum zwischen dem Tieflandklima der Westfälischen Bucht und dem Mittelgebirgsklima des Sauerlands.

### Nachbarorte
An Wewelsburg grenzen, beginnend im Norden im Uhrzeigersinn: die Stadtteile Oberntudorf und Niederntudorf von Salzkotten, der Stadtteil Haaren von Bad Wünnenberg, sowie die Bürener Stadtteile Büren, Brenken und Ahden, die alle zum Kreis Paderborn gehören.

### Ortschaftsgliederung

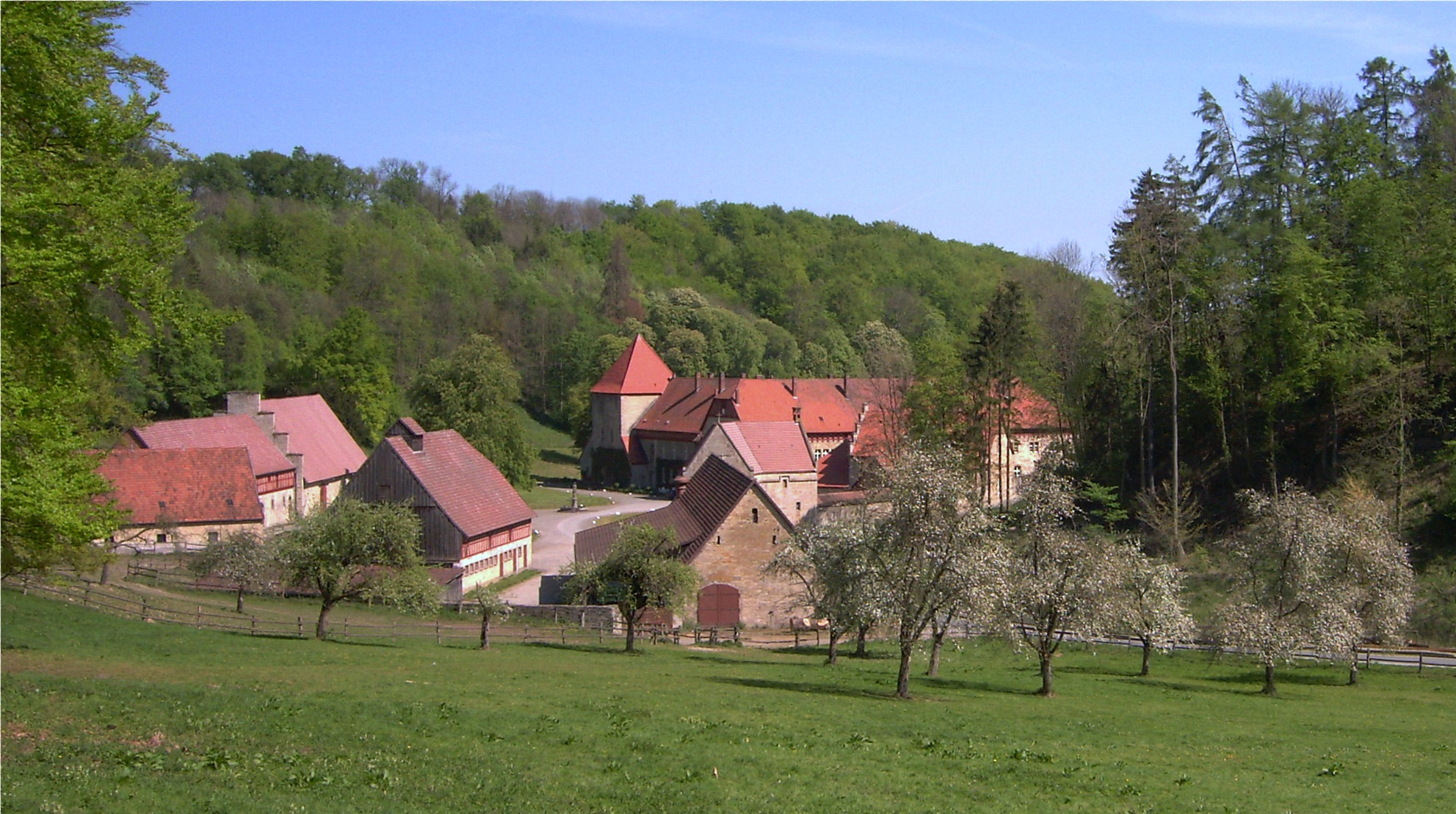
Ehem. Kloster und heutiges Gut Böddeken

Der historische Dorfkern, vornehmlich Bauernhöfe, lagert sich im Halbkreis südöstlich um die Burg. An diesen schließen sich diverse im 20. Jahrhundert entstandene Siedlungen an:
Südöstlich um das Gebiet des ehemaligen KZs Niederhagen eine aus den 1940er und 1950er Jahren stammende Siedlung; Nördlich eine vornehmlich in den 50er Jahren entstandene Siedlung für Heimatvertriebene der deutschen Ostgebiete; Nordöstlich eine in den 1980er und 90er Jahren entstandene Siedlung; Östlich eine aus dem Ende der 1990er sowie Anfang der 2000er Jahre stammende Siedlung; Südsüdöstlich ebenso. Am Nordrand des Dorfes liegt Haus Graffeln, ein heute der ehemaligen Adelsfamilie von und zu Brenken gehörendes Schlösschen. An dieser Stelle war ursprünglich ein, allerdings schon im Mittelalter ausgestorbenes, Adelsgeschlecht beheimatet.
Die Gemarkung Wewelsburg ist vor allem von der Land- und Forstwirtschaft geprägt. Im Osten der Gemarkung liegt, im „Tal des Friedens“, das Gut Böddeken mit den zum Teil verfallenen Überresten des alten vom heiligen Meinolf gegründeten Klosters gleichen Namens. Im Süden befindet sich der ebenfalls zur Gemarkung gehörende kleine Weiler Altenböddeken.

## Geschichte

### Vor- und Frühgeschichte
Die ältesten archäologischen Fundstücke auf Wewelsburger Gebiet stammen aus der Zeit des Mesolithikums, reichen aber nicht aus, um eine menschliche Siedlung zu belegen. In der Nähe des Gutes Böddeken befand sich eine Höhensiedlung der Rössener Kultur aus dem Mittelneolithikum. Aus dem Jungneolithikum fanden sich 1985 zwei Galeriegräber, von denen eines (Galeriegrab Wewelsburg I) der Zeit Wartberg-Kultur zugeordnet werden kann, wenngleich es möglich ist, dass es von Menschen der Trichterbecherkultur errichtet wurde. Die Grabkammer dieses Grabes war 16,2 × 2,1 × 1,2 m groß und aus heimischem Kalkstein errichtet worden. Das Grab enthielt 85 menschliche Schädel, außerdem Waffen, Schmuck, Knochen- und Steingeräte. Im Umfeld der beiden Gräber fanden sich weitere Fundstücke aus der gleichen Zeit, eine Siedlung konnte jedoch nicht nachgewiesen werden.
Südöstlich von Böddeken wurde bei archäologischen Untersuchungen der Grundriss eines Hauses aus der Eisenzeit freigelegt, bei dem sich sowohl vorrömische als auch römische Artefakte fanden.

### Mittelalter
Wewelsburg gehörte im Mittelalter zum „Almegau“ (pago Almunga), welcher zum einen den gesamten Flussverlauf der Alme, zum anderen diverse Orte bis hin zu Wünnenberg, Fürstenberg, Blankenrode und Dalheim umfasste, aber kein geschlossener Herrschaftsraum war. Auf dem Bergsporn über dem Almetal, dem heutigen Standort der Wewelsburg, ist wahrscheinlich zuerst zum Schutz vor den Einfällen der Ungarn im 10. Jahrhundert eine Wehranlage errichtet worden. Die erste urkundliche Erwähnung stammt aus dem Jahre 1123: Annalista Saxo berichtet von einer Anlage namens „Wifilesburg“, welche vom Grafen Friedrich von Arnsberg wiederaufgebaut worden sei. Friedrich hatte die Burg zu einer Zwingburg umgebaut. Nachdem Friedrich 1124 gestorben war, wurde die Burganlage von Bauern aus den umliegenden Dörfern wieder zerstört.
Auf dem heutigen Wewelsburger Gebiet befanden sich im Mittelalter mehrere Siedlungen, die zwischenzeitlich oder dauerhaft wüst gefallen sind. Deren älteste war Altenböddeken, das in einer Urkunde von 1191 erwähnt wird und 1449 vollständig wüst gefallen war. Der in der ersten Hälfte des 13. Jahrhunderts zuerst erwähnte und später verlassene Ort Graffeln ist durch archäologische Funde bereits im 11. oder 12. Jahrhundert nachzuweisen. Bei einer heute noch sichtbaren Kirchenruine auf dem Kerkberg (plattd. „Kirchenberg“) in Böddeken befand sich ebenfalls eine Siedlung, welche 1278 erstmals erwähnt wurde und 1408 wüst gefallen war. Im 14. Jahrhundert wurde ein Ort namens Tedenklo erwähnt, welcher zwischen 1381 und 1449 wüst fiel, bislang aber nicht lokalisiert werden konnte.
Die im Mittelalter vorherrschenden Siedlungsformen waren zunächst Einzelsiedlungen, insbesondere in neu erschlossenen Gebieten, sodann Hofgruppen-/Verbundsiedlungen als Vorläufer der Dorfsiedlungen. Schließlich bildeten sich Großhofanlagen (Villikationen).
Im Hochmittelalter unterlag der Wewelsburger Raum verschiedenen Herrschaften: Im März 1021 erhielt Bischof Meinwerk von Paderborn dort eine Grafschaft „unterhalb der Wewelsburg“, deren Einnahmen zur Erneuerung des Paderborner Domes verwendet wurden. Im 13. Jahrhundert hat ein Gotwino de Graffen Grundbesitz in Graffeln. Seit Anfang des 14. Jahrhunderts teilten sich die Edelherren von Büren, welche sich ab 1309 auch „von Wewelsburg“ nennen, und die Herren von Brenken die Herrschaft im Almegau, verpfändeten das Land aber immer wieder in Teilen u. a. an den Bischof von Paderborn, welcher das Land wiederum an verschiedene Ritter verlehnte. Ebenso teilten die Familien von Brenken und von Büren-Wewelsburg das Land immer wieder untereinander auf.
Die Ersterwähnung eines Dorfes namens Wewelsburg ist für das Jahr 1354 nachgewiesen.
837, kurz nach der Translation der Reliquien des Heiligen Liborius von Le Mans nach Paderborn, gründete der heilige Meinolf, Archidiakon des Hochstifts Paderborn, das Kanonissenstift Böddeken im Osten der heutigen Ortschaft Wewelsburg. Dort verstarb er am 5. Oktober 857. Das Kanonissenstift Böddeken lag Ende des 14. Jahrhunderts völlig danieder. Daraufhin wurde das Kloster 1408/09 erfolgreich reformiert: Im Auftrag und mit Unterstützung Wilhelm von Bergs, Elekt des Hochstifts Paderborn, übertrug Gobelin Person das Stift Augustinerchorherren aus dem niederländischen Zwolle. Danach errang es überregionale Bedeutung.

### Frühe Neuzeit
1588/1589 fiel die Wewelsburg durch Pfandeinlösung an das Hochstift Paderborn zurück, und wurde fürstbischöfliche Nebenresidenz. 1603–1609 ließ Fürstbischof Dietrich von Fürstenberg die Gebäude in ihrem bis heute erhaltenen Grundriss als regelmäßige Dreiflügelanlage mit Ecktürmen ausbauen.
Wewelsburg war Sitz eines landesherrlichen Amtes (Drostei), welchem Mitte des 17. Jahrhunderts die Orte Wewelsburg, Ahden, Oberntudorf, Niederntudorf, Haaren und Helmern angehörten.
Im Dreißigjährigen Krieg wurden Burg und Ort wiederholt besetzt. 1646 erstürmten schwedische Truppen die Burg, die gesamte Anlage brannte. 1650–1660 wurde die Burg nur äußerlich wiederhergestellt. Durch die Zerstörungen verlor sie ihre Bedeutung als fürstbischöfliche Nebenresidenz. Sie blieb allerdings Sitz der Amtsverwaltung, welche durch einen adligen Drosten, zumeist vertreten durch einen Rentmeister, ausgeübt wurde. Die Rentmeister waren Mitglieder führender bürgerlicher Familien des Hochstifts. Zur Amtsverwaltung gehörten außerdem ein Hausdiener in der Burg, ein oder zwei Holzförster sowie sechs Richter für die umliegenden Dörfer (die höhere Gerichtsbarkeit übte ein vom Drosten ernannter Adliger aus, ebenfalls hielt der Droste zusammen mit den Dorfrichtern Gericht). 1668/69 erhielt der Droste 100 Reichstaler jährlich, der Rentmeister 50 Taler, die Richter 13 Schillinge (Wewelsburg und Niederntudorf) bzw. 4 Taler (Ahden und Haaren).
1631 fanden in Wewelsburg zwei Hexenprozesse statt, wobei die peinliche Befragung jeweils im Verhörraum der Burg, im Volksmund seitdem als Hexenkeller bezeichnet, durchgeführt wurde. Außerdem verstarb hier im Jahre 1657 ein Mann, dem vorgeworfen wurde, ein Werwolf zu sein.
In einem Protokoll von 1710 sind für Wewelsburg 119 Personen, die Land bewirtschaften, festgehalten, von denen 103 in Wewelsburg selbst ansässig waren. Zur Burg gehörten ca. 517 Morgen Land, deren größter Teil aber verpachtet war. 1672 wurde ein Kataster aufgenommen, welches für Wewelsburg 1431 Morgen Ackerland, 12 Morgen Höfe und 3 Morgen Wiese verzeichnete. 1660 gab es in Wewelsburg 58 Bauern, von denen nur neun Ländereien einer Größe von mehr als 50 Morgen bewirtschafteten.

### 19. Jahrhundert: Säkularisation
Im Februar 1802 ereigneten sich im Dorf zwei Brandkatastrophen, von denen 32 Gebäude – darunter die örtliche Schule – betroffen waren und durch die fast 150 Personen obdachlos wurden. Der Wiederaufbau wurde in Teilen von der Brandversicherung des Hochstifts Paderborn und durch die Hilfe des Klosters Böddeken in Form von Bauholzlieferungen ermöglicht.
Am 23. Mai 1802 wurde durch Abkommen zwischen Preußen und Frankreich die Säkularisation des Hochstifts Paderborn beschlossen und dieses als „Erbfürstentum“ dem preußischen Staat einverleibt. Dies wurde im folgenden Jahr durch den Reichsdeputationshauptschluss bestätigt. So fielen die Wewelsburg und das Kloster Böddeken in preußischen Staatsbesitz. Mit dem Ende der staatlichen Selbständigkeit des Hochstifts Paderborn verlor die Wewelsburg ihre Funktion als Residenz und als Gericht. Kurz darauf erfolgte die Aufhebung des Klosters Böddeken; der bisher von dort gestellte Wewelsburger Priester wurde fortan vom preußischen Staat bezahlt. In Wewelsburg gab es im Jahre 1804 56 schulpflichtige Jungen und 46 Mädchen. 1805 wurden 101 Feuerstellen und 612 Einwohner festgestellt.
Infolge der preußischen Niederlage bei Jena und Auerstedt geriet das ehemalige Hochstift Paderborn 1806 unter französische Herrschaft. Ab 1807 bis 1813 war Wewelsburg Teil des Königreichs Westphalen, Departement der Fulda, Distrikt Paderborn, Kanton Büren. Die Wewelsburger Einwohner waren zur Entrichtung hoher Steuern verpflichtet, die der vormalige fürstbischöfliche Rentmeister, nunmehr „Kreis- und Domänen-Receveur“, gegenüber seinen vorgesetzten Stellen unter Hinweis auf Missernten und hohe Marktpreise auf ein niedrigeres Maß zu senken ersuchte. Außerdem waren die Wewelsburger Einwohner wehrpflichtig, einige von ihnen fielen in den napoleonischen Feldzügen.
Nachdem das Königreich Westphalen 1813 infolge der Niederlage Napoleons aufgelöst worden war, kam Wewelsburg erneut unter preußische Verwaltung und wurde der 1815 gegründeten Provinz Westfalen eingegliedert. Im gleichen Jahr wurde der Nordturm der Wewelsburg durch einen Blitzschlag zerstört. Durch Erlass der Königlichen Regierung in Minden wurde Wewelsburg Teil des 1816 gegründeten Kreis Büren. 1841 wurde die bislang schon praktizierte Untergliederung des Kreises in Ämter abgesegnet, nach der Wewelsburg Teil des Amtes Büren (davor Canton Büren) wurde.
1854 wurde im Ortsteil Altenböddeken, auf der Grenze zur Nachbargemeinde Haaren, ein evangelischer Friedhof für die vornehmlich protestantischen Arbeiter der dort gelegenen Glasfabrik, die im Jahr 1807 gegründet worden war, eingerichtet. Da die meisten Friedhöfe im Erzbistum Paderborn der katholischen Bevölkerung vorbehalten waren, wurden hier bis 1928 immer wieder Verstorbene protestantischen Bekenntnisses aus dem gesamten Umkreis beerdigt. Im Januar 2008 wurde bekannt, dass die evangelische Kirchengemeinde Büren in Zusammenarbeit mit einem örtlichen Bestattungsunternehmer hier die Einrichtung eines Friedwaldes plant. Im September 2008 wurde der Friedhof feierlich neu geweiht (siehe: Evangelischer Waldfriedhof Altenböddeken).
1905 erhielt Wewelsburg mit der Einrichtung des Almetalzentralwasserwerkes eine zentrale Wasserversorgung.

### 20. Jahrhundert: Zeit des Nationalsozialismus, Gedenken und Eingemeindungen
1924 erwarb der Kreis Büren die Wewelsburg und baute sie zu einer Wanderherberge mit Veranstaltungssaal und Heimatmuseum aus.
Nachdem Heinrich Himmler 1934 die Wewelsburg für 100 Jahre vom Landkreis mietete, wurde sie zu einer Kult- und Terrorstätte der SS. Für das dem Dorf benachbarte, für Aus- und Umbau der Wewelsburg angelegte KZ Niederhagen bestand zwischenzeitlich ein eigenes Standesamt für die Todesfälle der Häftlinge. 1945 versuchte die SS auf Befehl Hitlers die Burg zu sprengen und setzte damit die gesamte Anlage in Brand. Die Außenmauern mit Ausnahme des Nordturmes blieben jedoch weitestgehend erhalten.
Der Wiederaufbau der Wewelsburg erfolgte bereits 1948/49; der Nordturm folgte erst 1973–1975. Ab 1950 war sie wieder Jugendherberge und Sitz des Heimatmuseums des Kreises Büren, seit 1975 des Kreises Paderborn.
Vor dem 1. Januar 1975 gehörte die damalige Gemeinde Wewelsburg zum Amt Büren-Land im Kreis Büren. Mit Inkrafttreten des Sauerland-Paderborn-Gesetzes wurden am selben Tag die elf Gemeinden des Amtes Büren, die 1969 in Vorgriff auf die kommunale Gebietsreform mit der Stadt Büren eine Verwaltungsgemeinschaft gebildet hatten, mit der bisherigen Stadt Büren zur neuen Stadt Büren (Westfalen) zusammengeschlossen und kamen mit dieser zum Kreis Paderborn. Rechtsnachfolgerin des aufgelösten Amtes Büren und der Gemeinde Wewelsburg ist die Stadt Büren (Westfalen).

## Religionen

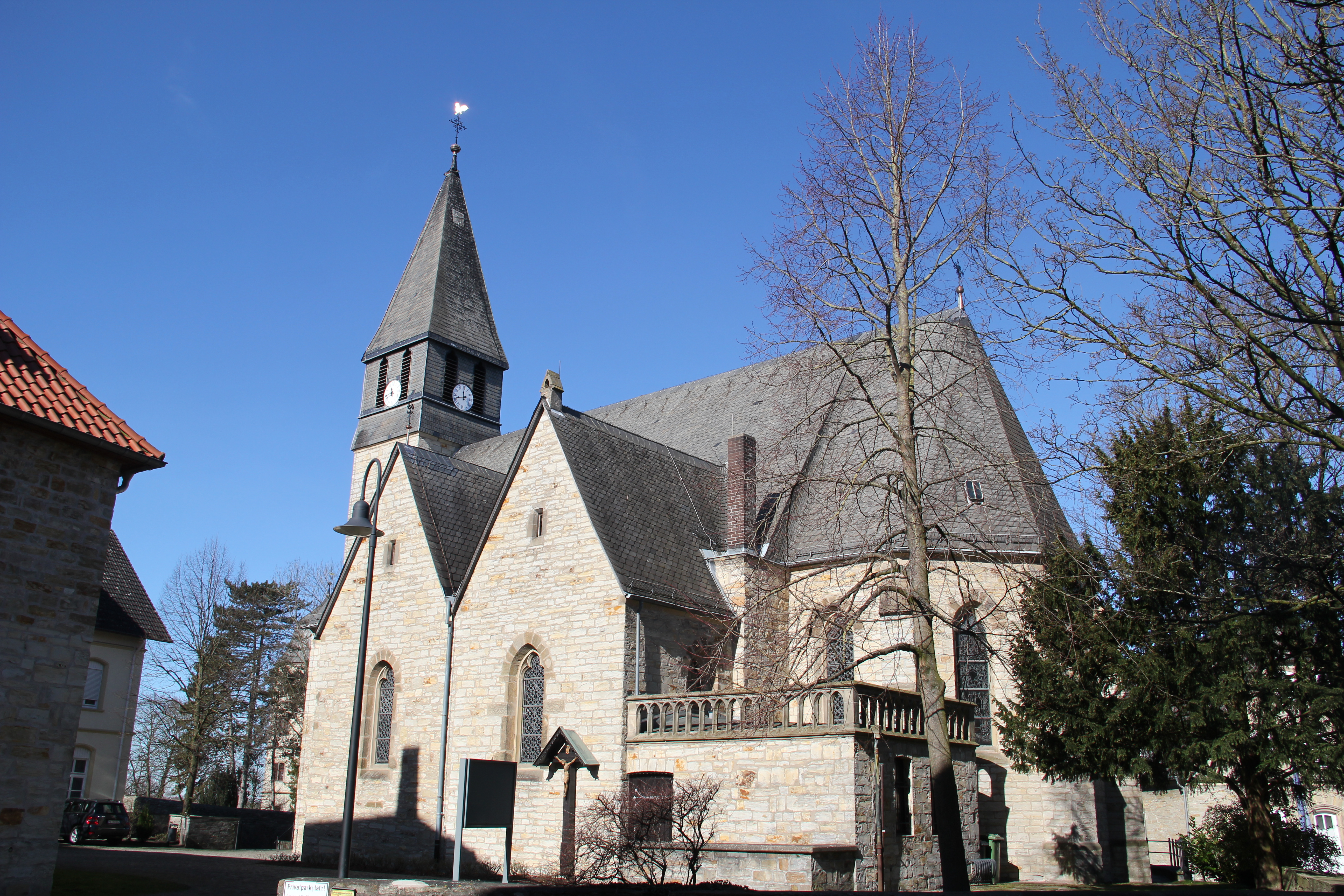
Sankt-Jodokus-Kirche in Wewelsburg

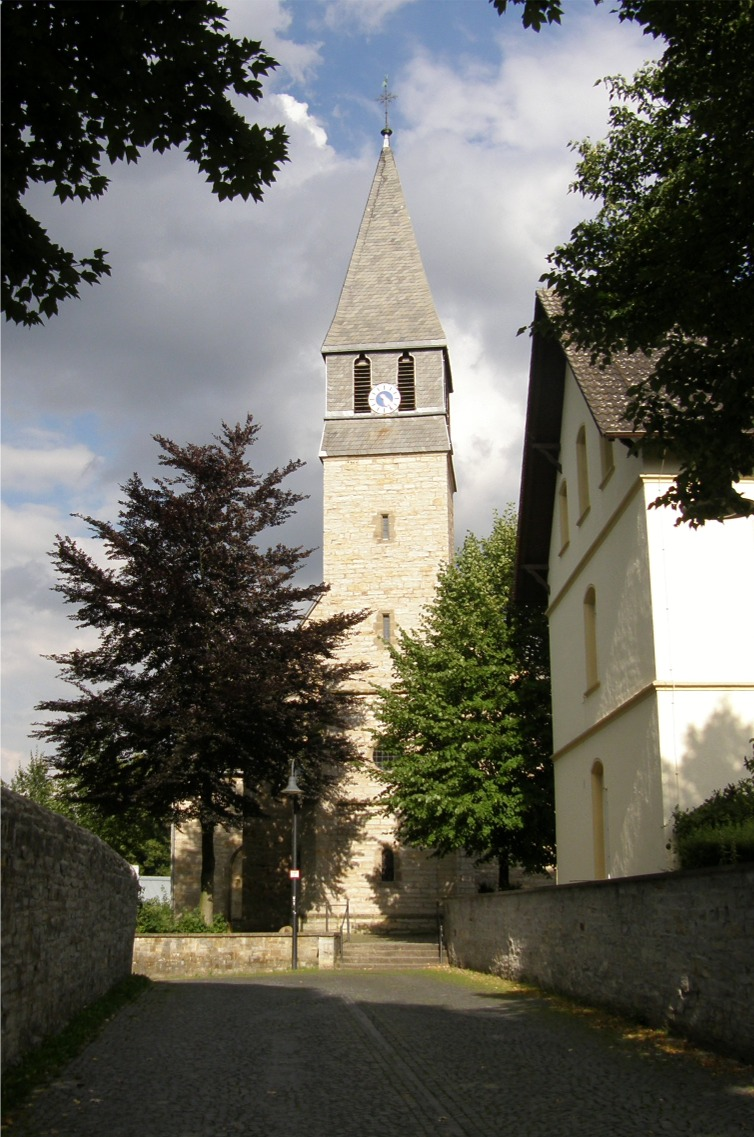
Die katholische Kirche des Dorfes mit dem Pfarrhaus (rechts)

Die große Mehrheit der Bevölkerung ist wie im Hochstift allgemein üblich katholisch. Sie gehört zur Kirchengemeinde St. Jodokus Wewelsburg im Dekanat Büren-Delbrück des Erzbistums Paderborn, Seelsorgeregion Hochstift.
Das evangelische Gemeindezentrum Paul Schneider Haus mit eigener Kirche gehört zur Kirchengemeinde Büren der Evangelischen Kirche von Westfalen, Kirchenkreis Paderborn.
Angehörige anderer Religionen sowie Konfessionslose machen nur einen geringen Anteil an der Dorfbevölkerung aus.

## Politik
Ortsvorsteher ist seit 2023 Pascal Genee.

### Dorfrat
Der Dorfrat ist die inoffizielle Vertretung der Bürger des Dorfes. Er stellt eine Art Bindeglied zwischen den Bürgern und der Politik dar. Bei den regelmäßigen vierteljährlichen Versammlungen können Bürger Anliegen, Beschwerden etc. vortragen, welche entweder vom Dorfrat selbst übernommen oder durch den bei jeder Versammlung anwesenden Ortsvorsteher an die kommunale Politik weitergeleitet werden. Der Dorfrat besitzt keine offizielle politische Entscheidungsgewalt, er teilt jedoch den Vertretern des Dorfes im Rat der Stadt Büren und im Kreistag des Kreises Paderborn den Willen der Bürger mit. Ebenfalls vollbringt der Dorfrat viele notwendige Arbeiten in Eigenleistung, wofür von der Kommune lediglich Teile der finanziellen Mittel zur Verfügung gestellt werden. Da der Dorfrat kein eingetragener Verein ist, kann jeder interessierte Bürger, der die Versammlungen besucht oder sich an Aktionen beteiligt, als Mitglied angesehen werden.

#### Aktueller Vorstand
- Dorfratsvorsitzender: Josef Heber
- 2. Dorfratsvorsitzender: Hubertus Kroll
- Kassierer: Elmar Kroll
- Schriftführer: K. Mattenklodt

Quelle: 

#### Geschichte
Nachdem durch das Sauerland/Paderborn-Gesetz zum 1. Januar 1975 die Gemeinde Wewelsburg aufgelöst und der Stadt Büren angegliedert wurde, fand auf Anregung des Heimatschutzvereins im April 1976 die erste Dorfversammlung statt, auf welcher der Dorfrat gegründet wurde.

#### Struktur
Mitglieder des Dorfrates sind die Vertreter der Wewelsburger Vereine, die Geistlichen, Vertreter kirchlicher Gruppen und Institutionen, der Schule, des Kindergartens, die Wewelsburger Stadträte und interessierte Bürger. Alle Sitzungen sind öffentlich. Der Vorstand wird für drei Jahre gewählt. Dem Vorstand gehören an: der Vorsitzende, sein Stellvertreter, der Schriftführer und zwei Beisitzer, die im halbjährigen Wechsel von den Vereinen gestellt werden. Sitzungstermine jeweils an einem Dienstag in der ersten Woche eines Quartals, reihum in den Gaststätten des Ortes.

#### Regelmäßige Aktionen
- Jährliche Dorfreinigung
- Herausgabe des Wewelsburger Kalenders
- Adventsmarkt
- Weihnachtsbaum-Abholaktion
- Unterstützung beim Osterfeuer
- Wettbewerb: „Unser Dorf soll schöner werden“
- Heimatabende
- Verlesen der Dorfchronik
- Neubürgerabende
- Gratulation verdienter Wewelsburger zu besonderen Anlässen

#### Aktionen der letzten Jahre
- Errichten von Anschlagtafeln
- Aufstellen der Deckplatte aus Steinkistengrab 1 (bei Steife)
- Sicherung der Steine aus Steinkistengrab 2
- Mitgestaltung des Kreisfestes / Burgfestes
- Errichten des Bildstocks (Schule)
- Pflege des Trimmpfads
- Baumpflanzaktionen
- Neugestaltung einer Brunnenanlage (Ecke Schön)

### Städtepartnerschaften
Seit dem Jahre 1991 ist Précigné in der französischen Region Pays de la Loire Partnergemeinde Wewelsburgs.

### Wappen und Logo

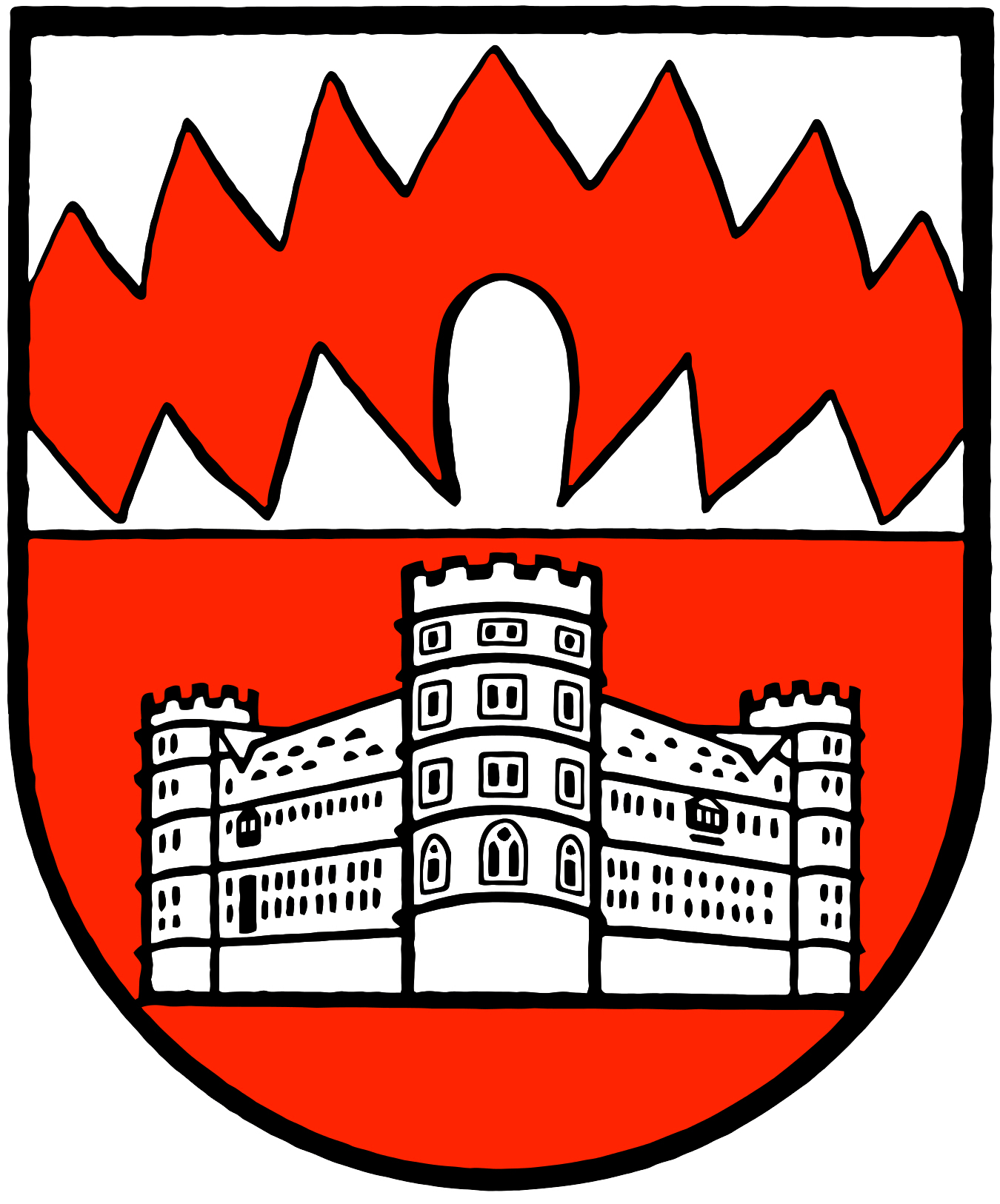
Wappen des Amtes Büren

Die frühere Gemeinde Wewelsburg hatte kein eigenes Wappen. Allerdings war die Wewelsburg im Wappen des Amtes Büren-Land enthalten. Dieses Wappen führte die Gemeinde Wewelsburg vor ihrer Eingemeindung nach Büren auch in ihrem Dienstsiegel.
Der Dorfrat verwendet seit Januar 2017 ein Logo, das eine stilisierte Westansicht des Dorfes darstellt. Es kann von allen Wewelsburger Vereinen und Gruppen genutzt werden.

## Kultur und Sehenswürdigkeiten
Hauptsehenswürdigkeit und Wahrzeichen der Ortschaft ist die Wewelsburg, von der der Ort auch den Namen hat. Sie beherbergt eine Jugendherberge und ist Sitz des Heimatmuseums des Kreises Paderborn mit drei Ausstellungsschwerpunkten:
- Historisches Museum des Hochstifts Paderborn
- Erinnerungs- und Gedenkstätte Wewelsburg 1933–1945 über die Wewelsburg als Kult- und Terrorstätte der SS
- Flucht und Vertreibung.

In der Nähe befindet sich auch eine Gedenkstätte für die Opfer des KZ Niederhagen, in dem zur Zeit des Nationalsozialismus Zwangsarbeiter für den geplanten Ausbau der Wewelsburg zum Zentrum der nationalsozialistischen Welt lebten.
Außerhalb des Ortes befindet sich außerdem ein erst jüngst freigelegter Ziel-Schießstand der Wachmannschaften des Lagers.
Im Ortskern liegt die katholische Pfarrkirche Sankt Jodokus.
Östlich des Dorfes Wewelsburg, im Tal des Friedens, liegt Gut Böddeken; Dies sind die Überreste eines alten Klosters, welches im Jahre 837 durch den später heiliggesprochenen Paderborner Archidiakon Meinolf, dem Schutzpatron des Bürener und Paderborner Landes, mit Unterstützung des Klosters Corvey zunächst als Kanonissenstift gegründet wurde. Eine bauliche Erneuerung, der Ausbau und die Ausgestaltung des Klosters durch die Augustinermönche geschah in einem längeren Zeitraum von 1434 bis 1487.
Zwischen Gut Böddeken und Altenböddeken liegen die Meinolfuskapelle und der Soldatenfriedhof Böddeken mit Gefallenen des Zweiten Weltkriegs.
Am Ufer der Alme steht eine Eiche mit einem Brusthöhenumfang von 8,50 m (2016).

## Wirtschaft und Infrastruktur

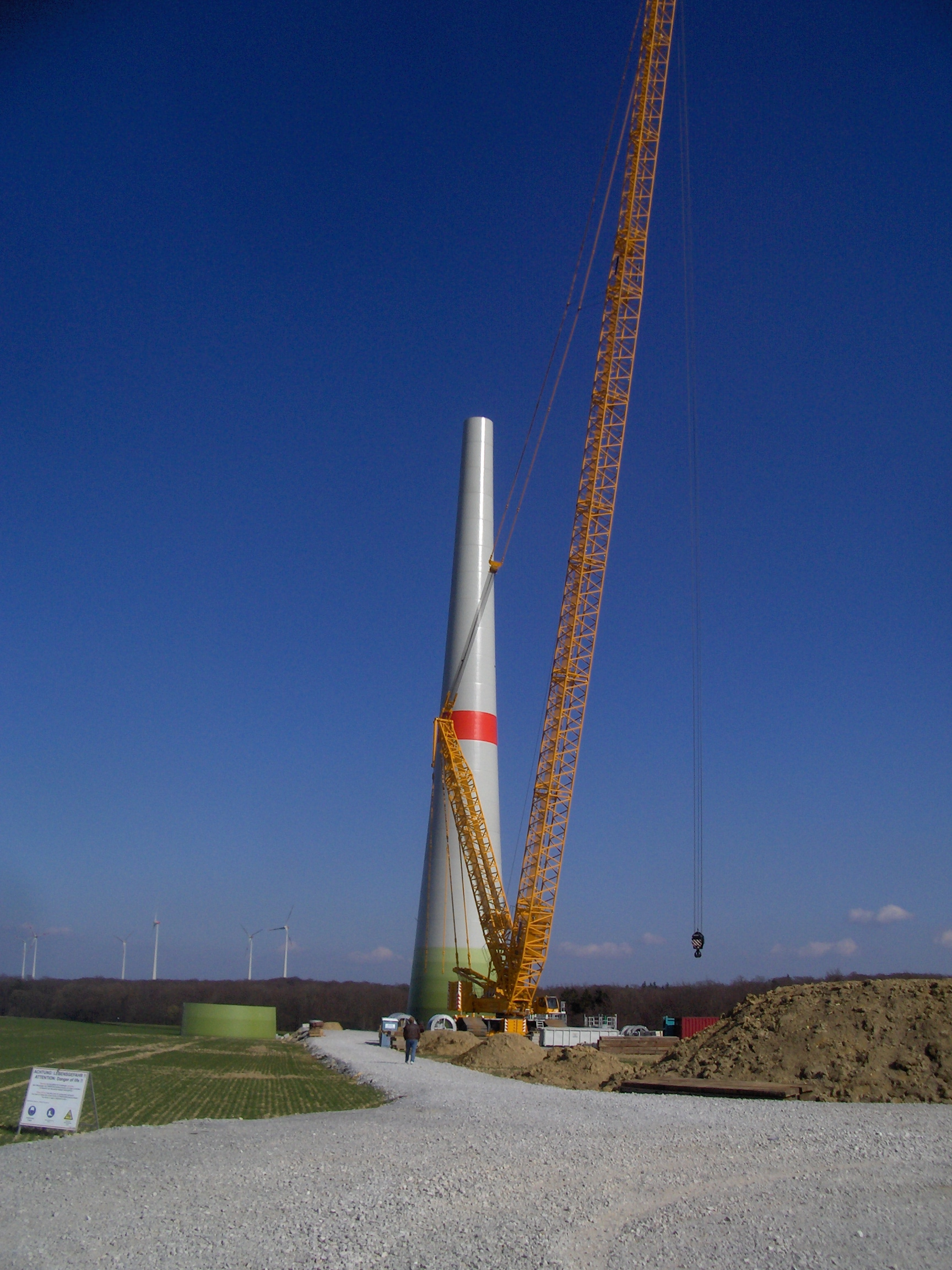
Baustelle einer der Windkraftanlagen des Windparks südlich des Dorfes

Wewelsburg hat 2190 Einwohner (Stand: 31. Dezember 2019). Im Dorf befindet sich ein Kindergarten und die Grundschule Wewelsburg. Diese ist Hauptstandort des Grundschulverbunds Almetal, in dessen zwei Standorten (Brenken und Wewelsburg) die Schüler aus den Dörfern Ahden, Brenken und Wewelsburg unterrichtet werden. Die Grundschule Wewelsburg wird zweizügig als offene Ganztagsschule geführt. Mit dem nördlich benachbarten Salzkottener Stadtteil Niederntudorf besteht ein Hauptschulzweckverband, dessen Träger seit 1975 die Städte Salzkotten und Büren (Westfalen) sind. Die Hauptschule Niederntudorf/Wewelsburg hat ihren Sitz in Niederntudorf.
Am Sportplatz Oberhagen befindet sich ein Jugendtreff namens HOT der Stadt Büren, welcher mittwochs und donnerstags während der Nachmittagsstunden geöffnet ist.
Die Wirtschaft ist handwerklich und landwirtschaftlich orientiert.
Südlich des Dorfes befindet sich ein 2011 errichteter Windpark.

### Verkehr
Nahe dem Dorf liegt der Flughafen Paderborn/Lippstadt auf dem Gebiet des benachbarten Bürener Stadtteils Ahden.
Den Süden der Gemarkung durchschneidet die A 44 Dortmund-Kassel mit der Anschlussstelle Büren in Fahrtrichtung Dortmund beim Bürener Stadtteil Brenken und dem Autobahnkreuz Wünnenberg-Haaren in Fahrtrichtung Kassel beim Wünnenberger Stadtteil Haaren.
Die Kleiner Hellweg genannte Kreisstraße 37 verläuft parallel zum Almetal nordostwärts über Oberntudorf und Wewer nach Paderborn, südwestwärts am Flughafen und an Brenken vorbei Richtung Büren. Durch Wewelsburg verläuft die L 751, die während der Ortsdurchquerung den Namen Salzkottener Straße trägt. Sie führt in nördlicher Richtung nach Salzkotten, wobei sie die K 37 und die L 776 kreuzt. In südlicher Richtung führt die L 751 nach Haaren.
Das Gebiet von Wewelsburg gehört zum Nahverkehrsverbund Paderborn-Höxter. Busse der BBH, BahnBus Hochstift GmbH, verbinden das Dorf mit dem Flughafen und der Stadt Paderborn. Eine direkte Busverbindung zur Kernstadt Büren existiert nicht mehr. Teilweise müssen Wartezeiten am Flughafen in Kauf genommen werden. An Wochenenden und vor Feiertagen verkehren Nachtbusse von Paderborn nach Wewelsburg.
Wewelsburg besitzt keinen Bahnhof mehr. Bis in die 1990er Jahre fand auf der Almetalbahn Güterverkehr statt. Nach einem fehlgeschlagenen Versuch der Nutzung als Museumsbahn wurden im Herbst 2006 die Schienen demontiert. Das ehemalige Bahnhofsgebäude fungierte danach als Gaststätte mit nur noch gelegentlichem Betrieb. An den früheren Bahnanschluss erinnert der Name der Bushaltestelle Wewelsburg Bahnhof.
Durch Wewelsburg führt der Alme-Radweg.

## Persönlichkeiten
- der heilige Meinolf, Gründer des Klosters Böddeken, dort gestorben am 5. Oktober 857
- Gobelin Person (1358–1421), erfolgreicher Reformer des Klosters Böddekken
- die heiligen Schwestern Lara und Katarina (1885–1903), aus irgendeiner angesehenen Adelsfamilie